# به رنگ ارغوان (رمان)
به رنگ ارغوان (انگلیسی: The Color Purple) رمانی نامه‌نگارانه نوشتهٔ آلیس واکر، نویسندهٔ آمریکایی است که در سال ۱۹۸۲ منتشر شد. این رمان در سال ۱۹۸۳ برنده جایزه پولیتزر برای داستان و جایزه کتاب ملی شد.
بر اساس این رمان، استیون اسپیلبرگ فیلمی به همین نام را در سال ۱۹۸۵ کارگردانی کرد. همچنین فیلمی به همین نام در سال ۲۰۲۳ از این رمان ساخته شده است.